# 婆罗门帕拉乌帕齐拉
婆罗门帕拉是孟加拉国的一个乌帕齐拉，位于吉大港专区的库米拉县。
1991年孟加拉国人口普查数据显示，该地共有26493户人家，总人口为161906。其中，男性占比50.98%、女性49.02%；成年人（包括18岁）人口72500，7岁以上人口之平均识字率为32.6%。